# Stig Broeckx
Stig Broeckx (Mol, 10 maggio 1990) è un ex ciclista su strada belga, professionista dal 2014 al 2016.

## Carriera
Il 28 maggio 2016, dopo essere caduto durante la terza tappa del Giro del Belgio, coinvolto in un incidente causato da una motocicletta, viene ricoverato con una frattura del cranio, rimanendo in stato vegetativo per oltre cinque mesi. Nel dicembre del 2017 è tornato a camminare, per riprendersi poi completamente nel novembre del 2018, riuscendo a tornare ad allenarsi in bicicletta.

## Palmarès

### Altri successi
- 2007 (Juniores)

Classifica giovani Liège-La Gleize
- 2013 (Lotto-Belisol)

Classifica giovani World Porta Classic

## Piazzamenti

### Grandi Giri
- Giro d'Italia

2015: ritirato (18ª tappa)

### Classiche monumento
- Giro delle Fiandre

2014: 42º
2015: 109º
- Parigi-Roubaix

2014: 58º
2015: 86º